# Île Touchais
L’île Touchais est une île fluviale située dans le cours de la Loire, à Chalonnes-sur-Loire en Maine-et-Loire et dans la région Pays de la Loire en France. Elle est séparée de l'île de Chalonnes par la boire de Cordé.

## Accès
L’île Touchais est reliée aux rives de la Loire par deux ponts très semblables et qui se suivent sur la D961 :
- Pont sur le Grand Bras - Saint-Georges-sur-Loire - Île Touchais
- Pont de Cordez - Île Touchais - Île de Chalonnes